# Fornice
Il termine fòrnice può indicare sia ogni costruzione arcuata a volta formata da archi, sia gli stessi ambienti coperti da esso; quindi anche locali sotto il livello stradale, spesso luoghi di corruzione, da cui il verbo fornicare.

## Significato
In particolare indica le aperture arcuate degli archi trionfali romani, i quali possono presentare una sola apertura ("a un fornice") o un'apertura centrale maggiore affiancata da due laterali più piccole ("a tre fornici"). Alcune porte delle cinte murarie cittadine, spesso monumentalizzate, potevano presentare due aperture arcuate, come nel caso della Porta Maggiore di Roma: dai due fornici uscivano la via Prenestina e la via Casilina.
Il termine indica inoltre gli archi delle facciate esterne di teatri e anfiteatri, che consentivano di accedere ai posti a sedere nella cavea per mezzo di scale e passaggi anulari ricavati nella struttura di sostegno di essa.

## Codice stradale italiano
Il codice della strada italiano vieta la sosta sotto i fornici (Art. 158 codice della strada, divieto di fermata e di sosta dei veicoli).

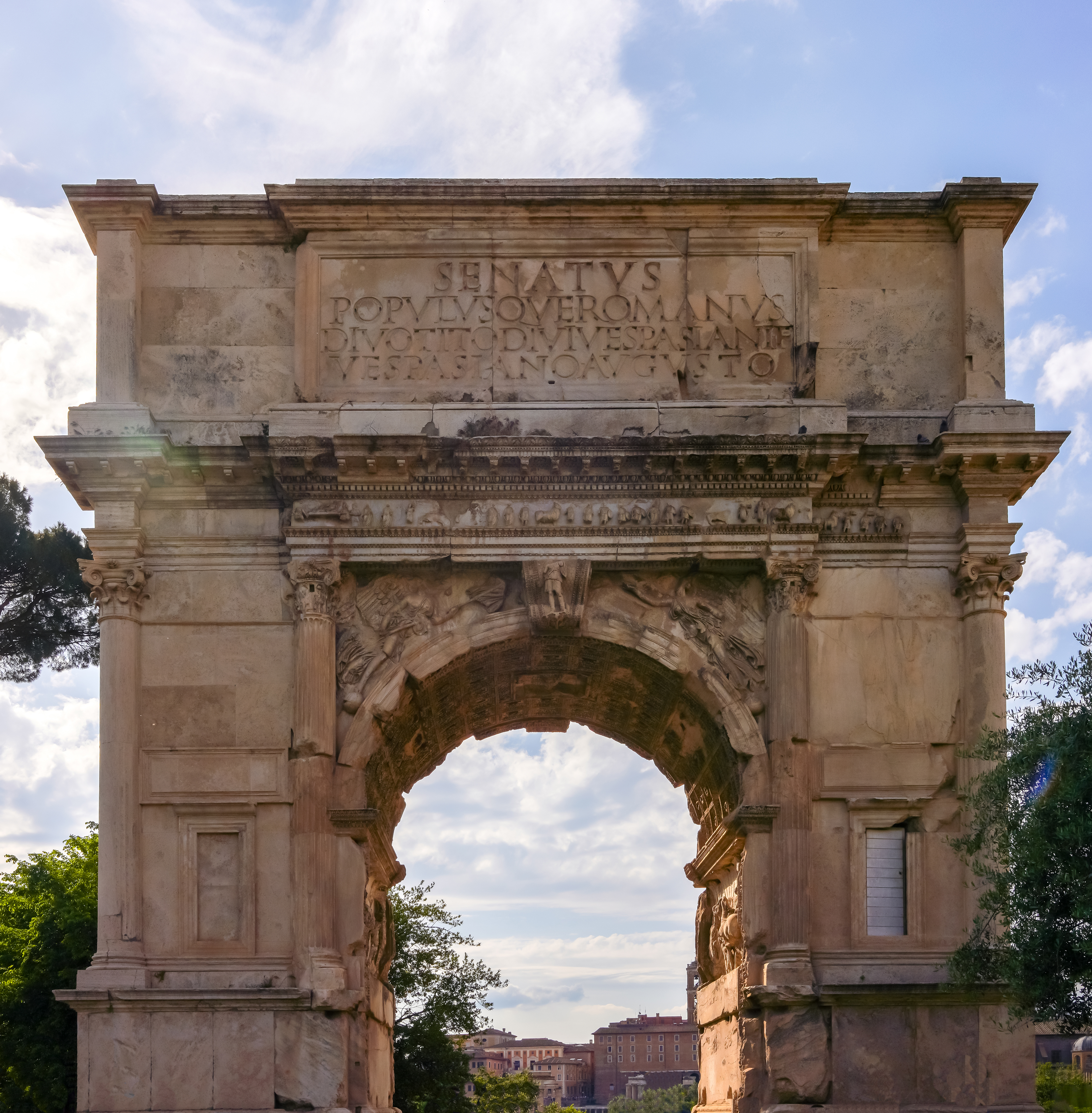
L'Arco di Tito, a Roma, possiede un solo fornice
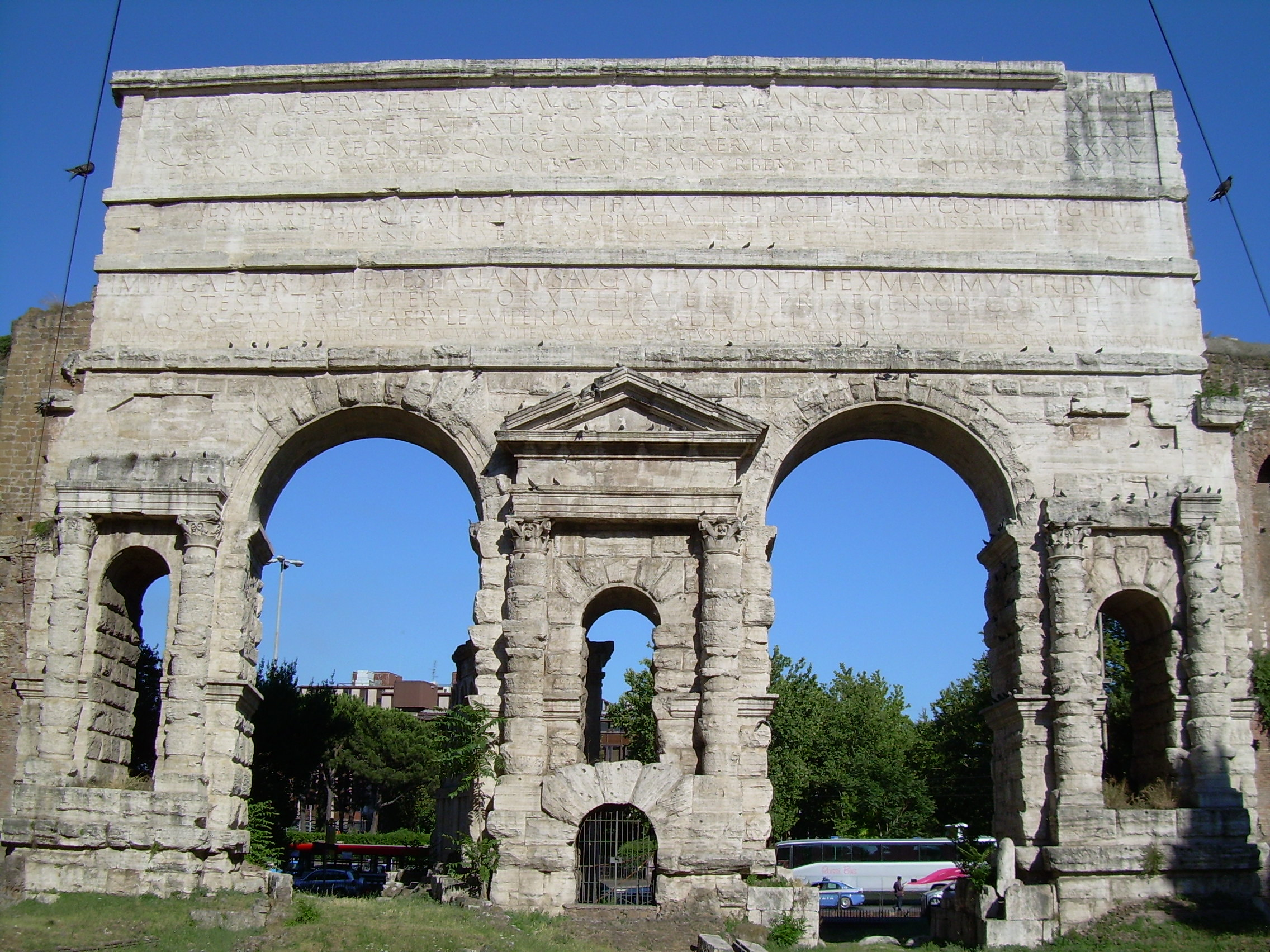
Porta Maggiore, sempre a Roma, a due fornici
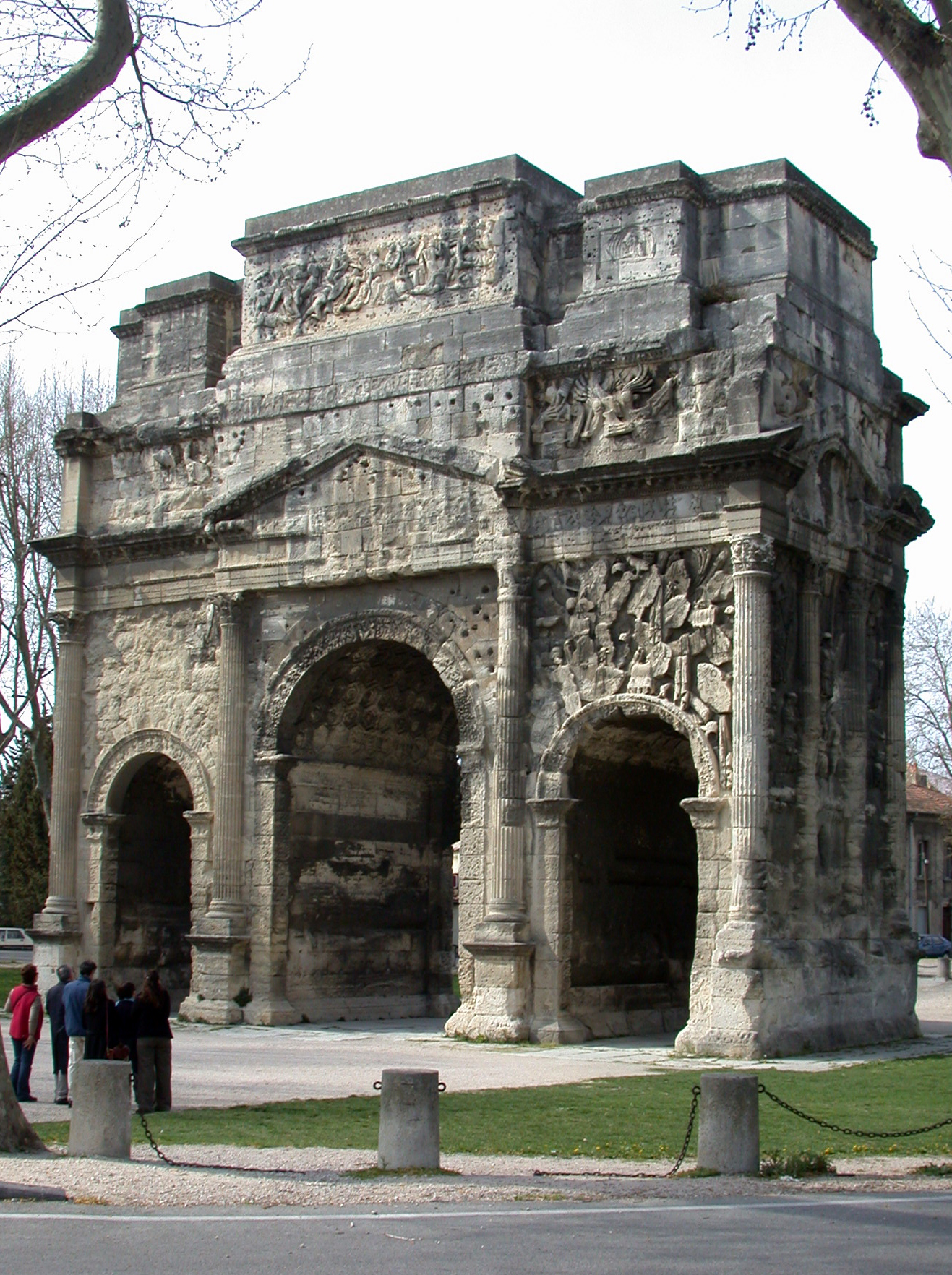
Arco a tre fornici ad Orange (Francia)
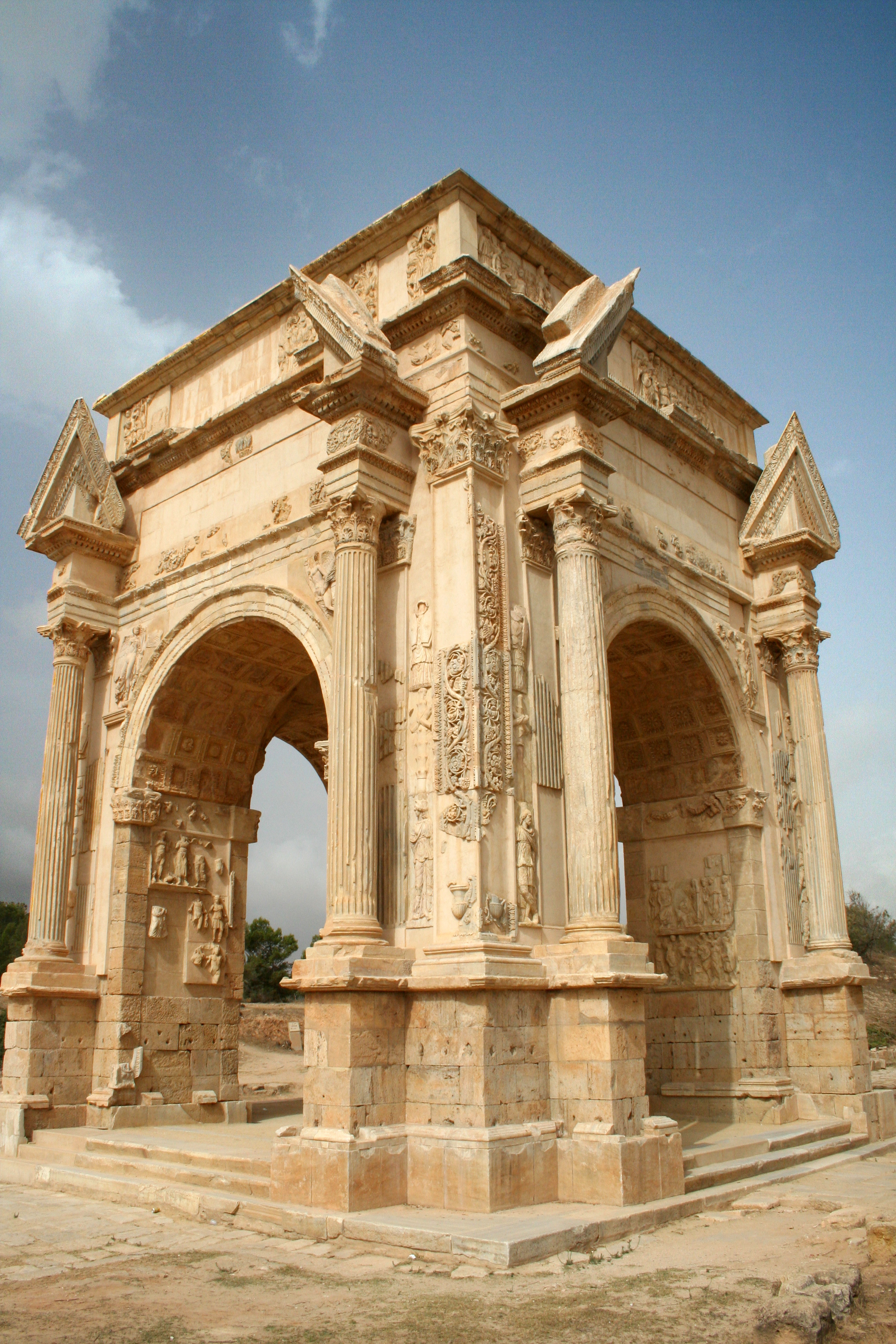
Arco quadrifronte a un fornice a Leptis Magna (Libia)